# Рибонуклеаза T
Рибонуклеаза T (РНКаза T, экзонуклеаза T, exo T) — фермент рибонуклеаза, действующая при созревании транспортных и рибосомных РНК у бактерий, а также в процессах репарации ДНК.
Рибонуклеаза T входит в семейство экзонуклеаз DnaQ. Она действует на 3'-конец одноцепочечных нуклеиновых кислот и может расщеплять как ДНК, так и РНК с высокой специфичностью дискриминируя остаток цитозин на 3'-конце субстрата.